# Scalmicauda vinacea
Scalmicauda vinacea är en fjärilsart som beskrevs av Sergius G. Kiriakoff 1959. Scalmicauda vinacea ingår i släktet Scalmicauda och familjen tandspinnare. Inga underarter finns listade.